# Amanita ponderosa

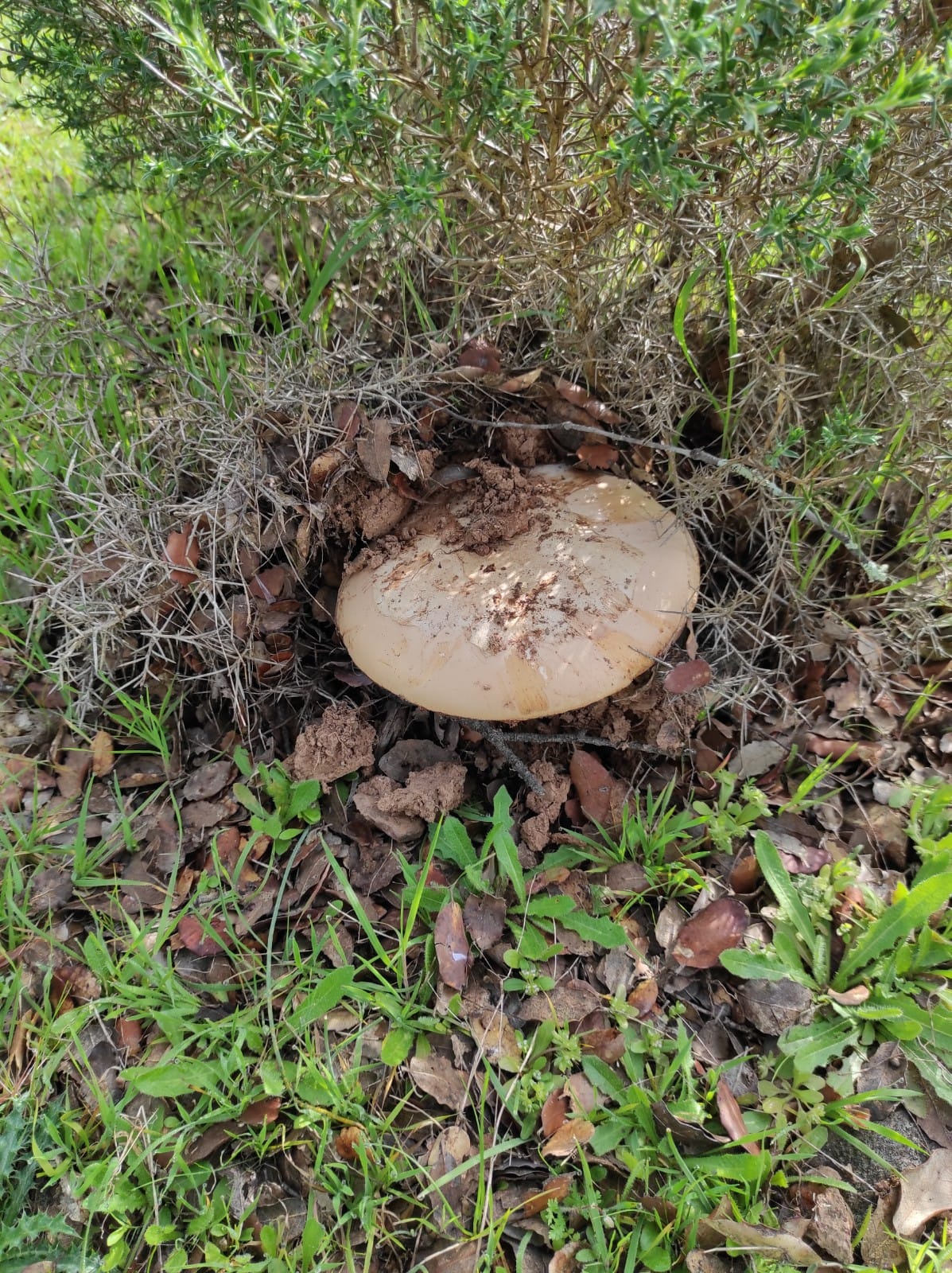
Seta de amanita ponderosa en etapa adulta

El gurumelo, de nombre científico Amanita ponderosa, es una especie de hongo basidiomiceto comestible muy apreciada, endémica de la zona central y oeste de Andalucía, Sierra Morena ,especialmente en Huelva y sur de Extremadura (España) y en Ribatejo y Alentejo (sur de Portugal). 

## Etimología
El nombre  gurumelo viene del gallego-portugués: cogumelo o cogomelo (seta)

## Características
Volva grande, abolsada y de larga duración. Pie compacto, denso y macizo que se ahueca con la maduración de la seta. El sombrero es hemisférico en su etapa joven, evolucionando a la convexidad y posteriormente a plano conforme madura, con un diámetro que oscila entre los 6 y 18 cm. Algunos ejemplares, de forma excepcional, han superado los 20 cm y 1 kg de peso. Cutícula blanca que se modifica en tonos ocres y rosáceos dependiendo de la insolación. Láminas prietas, libres y de color blanco cremoso que tienden a oscurecerse con el tiempo. Su carne es blanca, densa y compacta, que se enrojece rápidamente al corte y con un olor característico a tierra mojada, que facilita su identificación. 

## Hábitat
Es una especie endémica del suroeste de la península ibérica. Seta de primavera. Tradicionalmente en zonas de encinas y alcornoques entre jaras y jaguarzos. Se han adaptado perfectamente al pino y al eucalipto. Huelva, Badajoz, Cáceres, Córdoba y Sierra Norte de Sevilla son las provincias españolas de máxima productividad, pero también se ha encontrado  en dehesas de encina  a la falda de Gredos ,en las montañas de Sicilia, Peloritanos.
Es en la provincia de Huelva, donde destaca más la productividad y el número de aficionados a la recolección de esta excelente seta, siendo las localidades de Paymogo, Encinasola, Sotiel Coronada, Valverde y Santa Bárbara como las más destacadas, pero se pueden encontrar en casi toda la zona del Andévalo y parte de la Sierra.
La amanita ponderosa la podemos encontrar desde finales de enero hasta finales de abril, dependiendo de la zona, se extiende de sur a norte, por lo tanto los primeros ejemplares salen en el sur.

## Especies semejantes
Para la persona inexperta cabe el peligro de confusión con la Amanita phalloides en su variedad blanca; aunque si se repara en su forma, olor y textura, son muy distintas. La Amanita verna, que es de color blanco, crece en los mismos sitios y la misma época de la Amanita ponderosa.
Una característica muy distintiva del Gurumelo es que, al arañar su superficie, adquiere un color rosado muy característico.
Pese a la calidad culinaria de la Amanita ponderosa se recomienda que no sea recolectada por personas que no conozcan perfectamente esta especie.
Sabemos que la Amanita ponderosa se diferencia de otras variedades por:
_ Por su olor.
_ Se pelan con facilidad.
_ La Amanita ponderosa se  pone rosa cuando se arañan.
_ Por la forma de su Volva.

## Recolección
Para la recolección de esta seta se utiliza un pincho con forma de bastón que acaba con una punta plana para facilitar escarbar en la tierra, y se utiliza una cesta de mimbre para echarlos y que se vaya limpiando la tierra conforme vas recogiendo más setas. Estas setas puedes encontrarlas tanto debajo de tierra, como con su sombrero fuera. Para sacarla de la tierra se debe escarbar en uno de los lados donde se encuentre en gurumelo, hasta que el agujero llegue aproximadamente al final del tallo, y luego hacer palanca con el pincho desde el lado opuesto. 
Es posible encontrar varias juntas, incluso cuando aparecen en forma de grieta debajo de tierra, esta última más indicada para expertos.
Es necesario el canasto para repartir las esporas de esta seta, para asegurar que al año siguiente vuelvan a salir, este maravilloso manjar.
Muy importante también, para que sea un año productivo, que el otoño anterior sea amplio en precipitaciones, es fundamental que llueva en su tiempo.
Los terrenos donde se crían esta seta, se deben respetar y no contaminarlos con abonos.
Hay que tener en cuenta no confundirla con la Amanita verna, que es una seta muy parecida y ha ocasionado muchas intoxicaciones e incluso la muerte. 
Los recolectores de amanitas ponderosas (gurumelos) cada vez tienen más impedimentos para acceder al fincas donde se crían. 

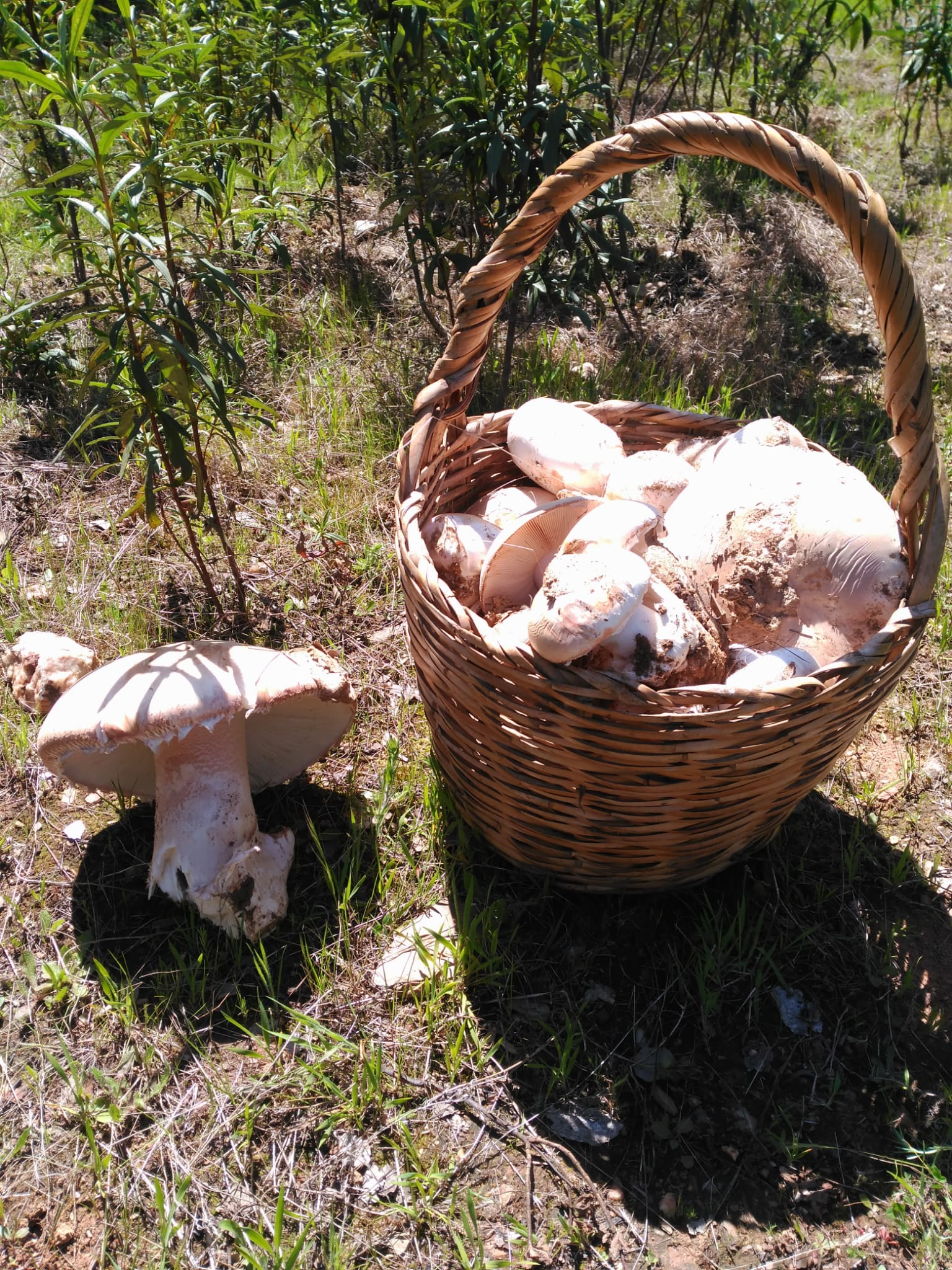
Canasto de gurumelos en el campo

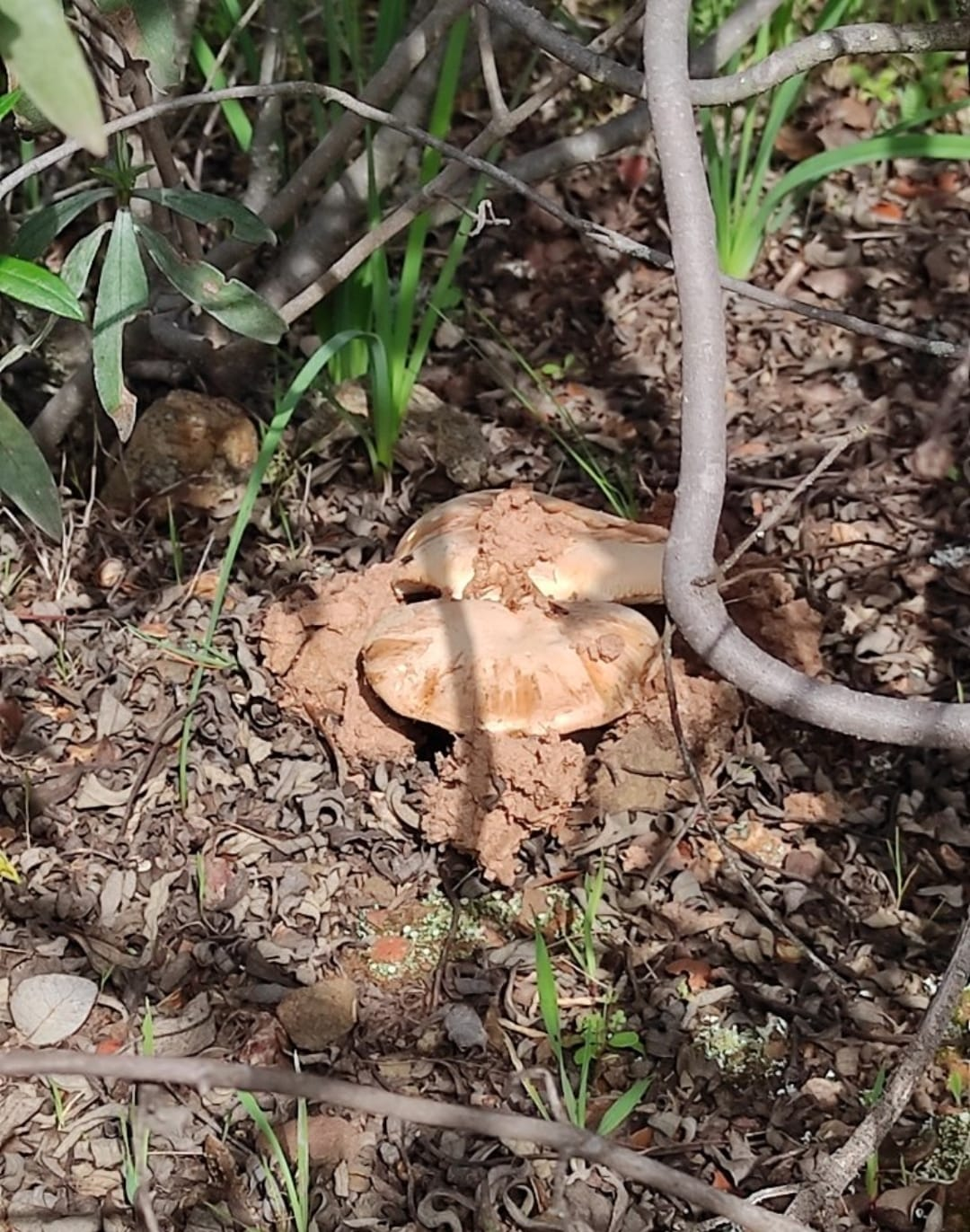
Varios ejemplares de amanita ponderosa

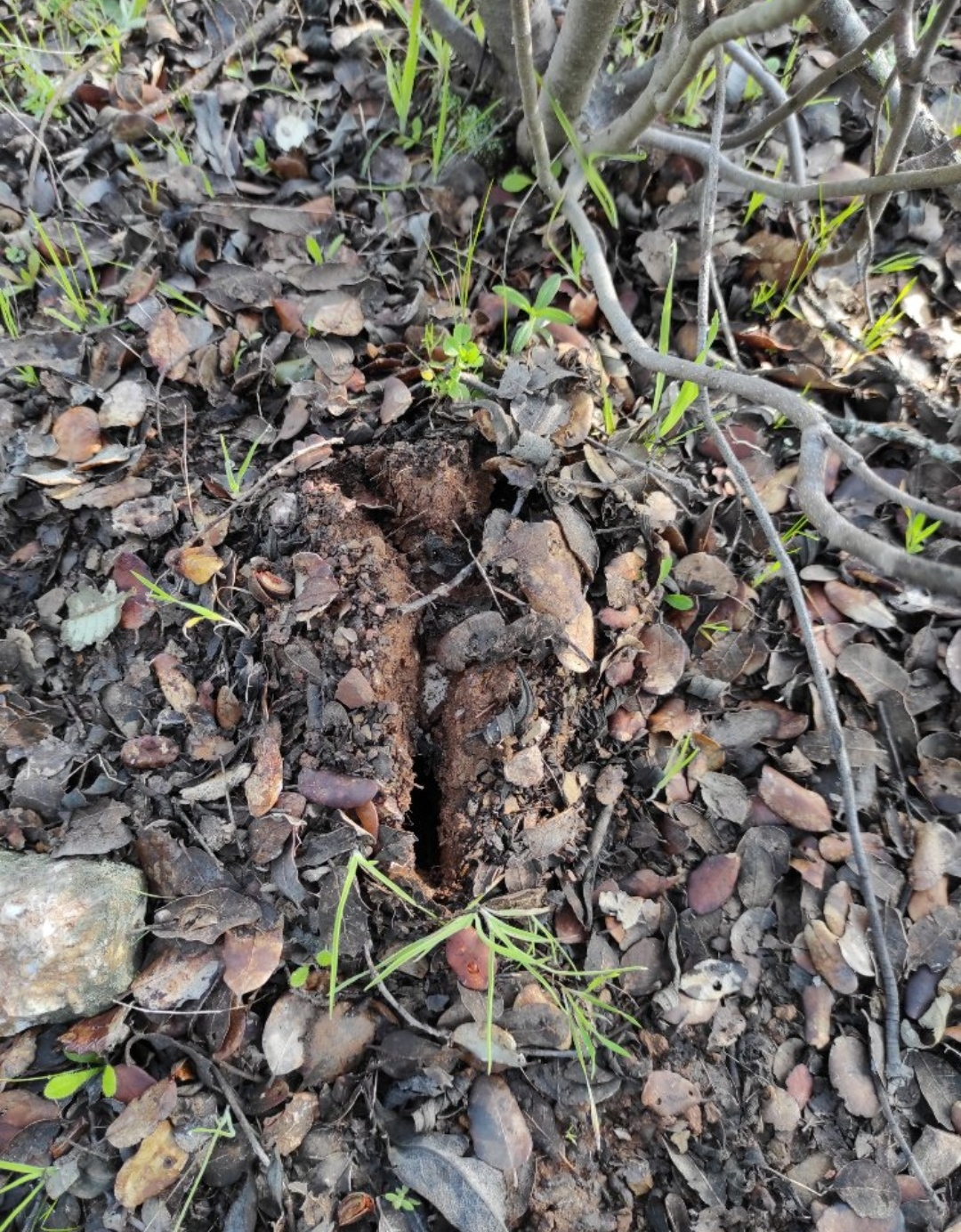
Amanita ponderosa debajo de tierra (Grieta).

Mirar la sección de Recolección de hongos antes de buscar.

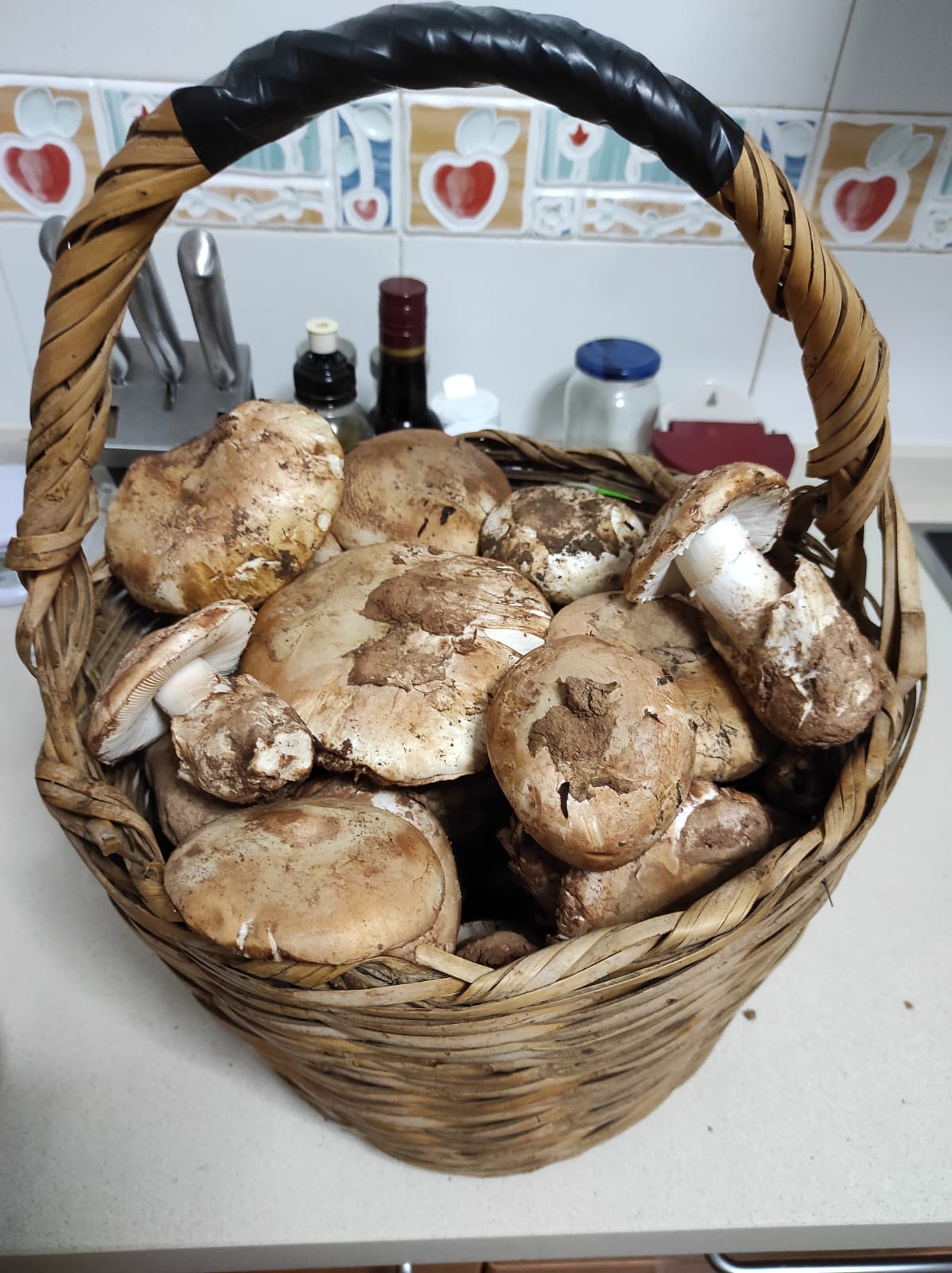
Canasto de gurumelos (amanita ponderosa)

## Comestibilidad
Seta comestible catalogada como de excelente calidad y alimento de 5 tenedores. En las zonas de producción es considerado como un manjar. A la brasa con unos granos de sal, y unas hojas de poleo manifiesta la magnificencia de su sabor. Revueltos con ajete y huevo, en potaje de alubias con perdiz, asados y picados en ensalada, guisados con un poco de vino solera, en revuelto, tortilla, con arroz y como cualquier aficionado o profesional de la cocina pueda imaginar, es un producto que mejorará todas las comidas.
Es una seta óptima para añadirla a la dieta por sus bajas calorías, todo dependerá de como se condimente.

## Gastronomía
Es un plato típico del Andévalo (Huelva) y de toda la Sierra de Aracena y Picos de Aroche en general; así como de Villanueva del Fresno y de Valencia del Mombuey (Badajoz).

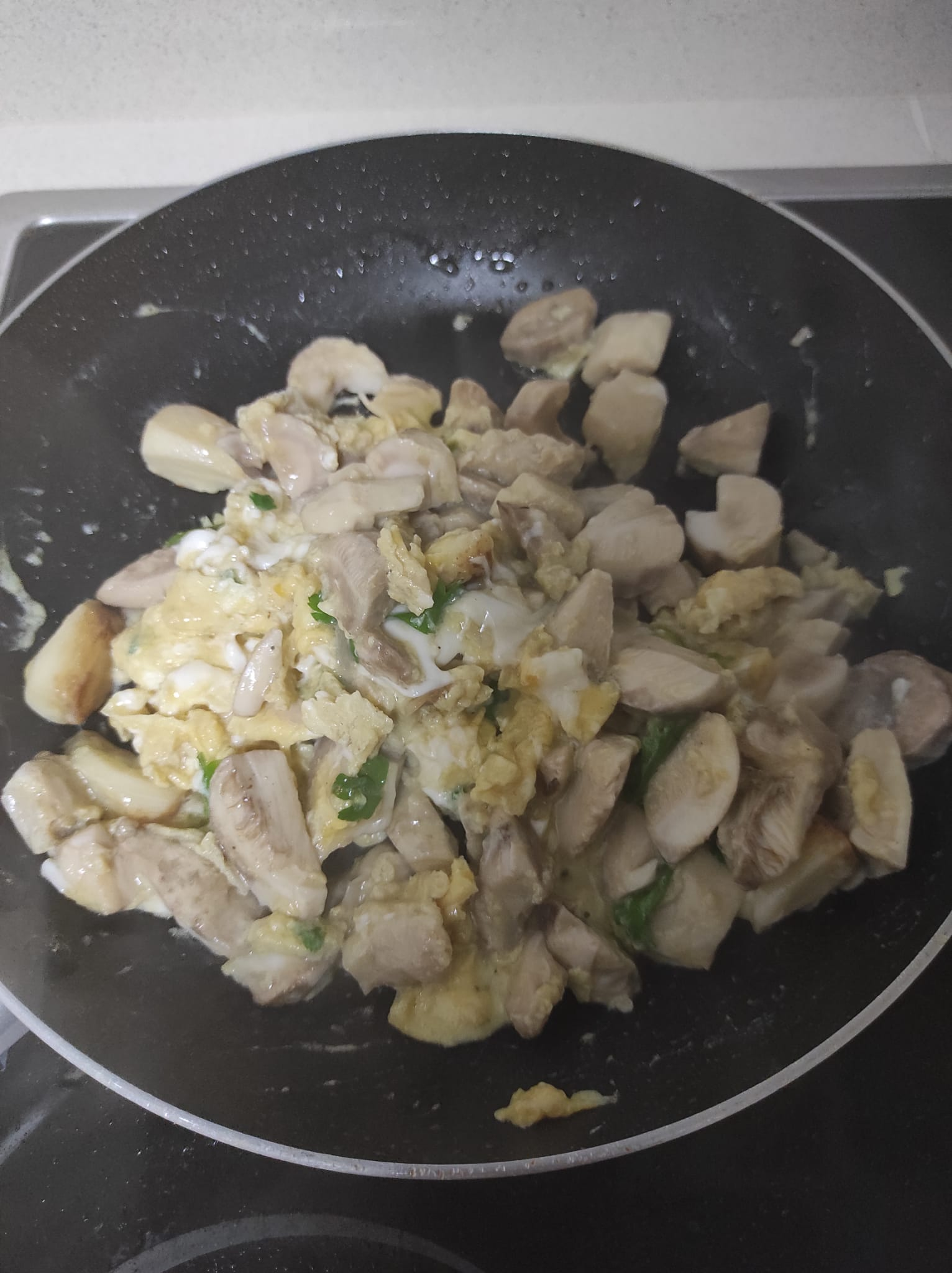
Revuelto de gurumelos

En Paymogo, localidad del Andévalo de Huelva, se celebra anualmente la Feria Gastronómica del Gurumelo, al ser un producto propiamente típico de dicha localidad, pudiendo ser degustado en diferentes platos, como los ya nombrados anteriormente en la comestibilidad de esta seta. Es un manjar muy demandado y de alto valor. También se celebra anualmente, desde 2007, la jornada transfronteriza del gurumelo en la localidad de Villanueva del Fresno, provincia de Badajoz, muy próxima a Portugal.